# Otto Riess
Otto Riess (* 1907; † 25. Oktober 1970) war ein deutscher Rechtsanwalt.
Riess war in Freiburg im Breisgau als Rechtsanwalt niedergelassen. Von 1946 bis 1970 war er Präsident der Badischen Rechtsanwaltskammer, heute Rechtsanwaltskammer Freiburg.
1954 war er als Testamentsvollstrecker der Erbengemeinschaft Müller Wegbereiter der Müller-Fahnenberg-Stiftung der Albert-Ludwigs-Universität Freiburg.

## Auszeichnungen
- 1952: Verdienstkreuz (Steckkreuz) der Bundesrepublik Deutschland
- 1964: Ehrensenator der Albert-Ludwigs-Universität Freiburg[2]